# Macduff
Macduff (gael. Dùn MhicDhuibh) – miasto w północno-wschodniej Szkocji, w hrabstwie Aberdeenshire, położone nad zatoką Moray Firth, na wschód od ujścia rzeki Deveron, naprzeciw miasta Banff. W 2011 roku liczyło 4009 mieszkańców.
Pierwotnie znajdowała się tu wieś Doune, która w XVIII wieku znalazła się w posiadaniu hrabiów Fife. W 1783 roku nazwa miejscowości zmieniona została na Macduff, od ich nazwiska rodowego (Duff). W 1760 roku zbudowano tu przystań, rozbudowywaną do XIX wieku. Swój rozwój miasto w dużym stopniu zawdzięcza rybołówstwu. W XIX wieku odnotowane zostało jako ośrodek turystyki nadmorskiej. W 1887 roku liczba mieszkańców wynosiła 3050.
Na zachodni brzeg rzeki, w kierunku Banff wiedzie most łukowy z 1779 roku konstrukcji Johna Smeatona. W mieście działa akwarium, specjalizujące się w faunie zatoki Moray Firth.